# Gefecht vor dem Río de la Plata
Die Schlacht am Río de la Plata vom 13. Dezember 1939 war ein Gefecht zwischen der deutschen Kriegsmarine und der Royal Navy im Südatlantik in der Anfangsphase des Zweiten Weltkrieges. Das Panzerschiff Admiral Graf Spee war im August 1939 in den Südatlantik aufgebrochen und hatte mit Angriffen auf Handelsschiffe begonnen. Ein Geschwader, die Jagdgruppe G unter dem Kommando von Commodore Henry Harwood, war für die Sicherung des atlantischen Schiffsverkehrs vor der Küste Südamerikas eingesetzt und sichtete die Admiral Graf Spee vor der Mündung des Río de la Plata in der Nähe der Küsten von Argentinien und Uruguay. Dort kam es am 13. Dezember zum Kampf.

## Hintergrund
Die Admiral Graf Spee war am 21. August 1939 in See gestochen, um ihr Schwesterschiff Deutschland unter Paul Wennecker bei einer Machtdemonstration gegenüber Großbritannien zu unterstützen, falls London auf Ereignisse in Polen reagieren sollte. Am 2. Oktober wurde die Admiralität darüber informiert, dass die Clement vor der brasilianischen Küste von einem der Schiffe der Deutschland-Klasse versenkt worden war. Die Furcht vor dem, was der im Handelskrieg eingesetzte deutsche Kleine Kreuzer Emden während des Ersten Weltkriegs verursacht hatte, war noch immer weit verbreitet. Die Admiralität war in Sorge, dass sich mit einem modernen Schiff der Deutschland-Klasse eine vergleichbare, jedoch weit gefährlichere Situation entwickeln könnte. Um der Bedrohung zu begegnen, stellte die Admiralität zusammen mit dem französischen Marinekommando acht Geschwader zusammen: Force L vor Brest, bestehend aus dem Schlachtschiff Dunkerque, dem Flugzeugträger Béarn und den Kreuzern George Lygues, Glorie sowie Montcalm; Force F im Nordatlantik, bestehend aus den Schweren Kreuzern Berwick und York; Force N bei den Westindischen Inseln bestehend aus dem Schlachtschiff Strasbourg, dem Flugzeugträger Hermes und dem Kreuzer Neptune; Force I im Indischen Ozean, bestehend aus dem Flugzeugträger Eagle und den Kreuzern Dorsetshire sowie Cornwall; Force K vor Pernambuco, bestehend aus dem Träger Ark Royal und dem Schlachtkreuzer Renown; Force M vor Dakar bestehend aus den Kreuzern Dupleix und Foch; Force G vor dem Río de la Plata, bestehend aus den Schweren Kreuzern Cumberland und Exeter.

## Auftakt
Im Oktober und im November hatte die Admiral Graf Spee insgesamt sieben Handelsschiffe aufgebracht, ohne entdeckt zu werden. Am 2. Dezember gelang es der Doric Star jedoch, ein Funksignal an die Funkstation in Simon’s Town zu senden. Nachdem Langsdorff am gleichen Tag zwei Signale abgefangen hatte, in der die Admiralität von seiner Präsenz und seiner Position informiert wurde, entschied er, weiter in die Richtung der brasilianischen Küste zu fahren; der Ort, an dem die Briten ihn nach seiner Meinung am wenigsten vermuten würden. Einen Tag später wurde die Tairoa von der Admiral Graf Spee aufgebracht; sie konnte ebenfalls ein Funksignal senden. Auf ihrem weiteren Kurs nach Westen brachte die Admiral Graf Spee am 7. Dezember die Streonshalb auf. An Bord der Streonshalb stellten die Deutschen eine Ausgabe des Buenos Aires Herald sicher, in der das Auslaufen der Highland Monarch und der Andalucia Star mitgeteilt wurde. Nach der Berechnung des besten Angriffspunktes befahl Langsdorff einen Kurs etwa 480 Kilometer ostnordöstlich der Mündung des Rio de la Plata.
Anfang Dezember befanden sich die Schiffe von Commodore Harwood zerstreut entlang der südamerikanischen Atlantikküste. Die Ajax und die Exeter befanden sich in Port Stanley, die Cumberland am Rio de la Plata und die Achilles vor Rio de Janeiro. Am 2. Dezember beorderte Harwood die Ajax zurück an den Rio de la Plata, während er die Cumberland zur Überholung nach Port Stanley schickte. Am selben Tag erhielt Harwood die Nachricht über das Notsignal der Doric Star. Da er den Rio de la Plata als das nächste Ziel des deutschen Schiffes ansah, das er immer noch für die Admiral Scheer hielt, befahl er allen seinen Schiffen, so schnell wie möglich zum Rio de la Plata zu fahren. Am 10. Dezember erreichte die Achilles eine Position 370 Kilometer östlich von Montevideo, wo sie auf die Ajax traf. Zwei Tage später traf die Exeter dort ein.

### Kräftevergleich
Die Exeter hatte sechs 203-mm-Geschütze, sechs 533-mm-Torpedorohre und war mit 76 mm nur geringfügig leichter gepanzert als die Admiral Graf Spee. Demgegenüber besaß das deutsche Schiff sechs 28-cm-Geschütze als Hauptbewaffnung und acht 15-cm-Kanonen als Sekundärbewaffnung. Zusätzlich hatte sie zwei 530-mm-Torpedorohre mehr als die Exeter. Darüber hinaus hatte die Admiral Graf Spee einen Reichweitenvorteil von fast 3.000 Metern. Die beiden Leichten Kreuzer Ajax und Achilles stellten auf dem Papier zwar eine noch geringere Gefahr dar als die Exeter, hatten aber einen Geschwindigkeitsvorteil von 4 Knoten (7,4 km/h) gegenüber dem deutschen Schiff. Außerdem waren sie wie die Admiral Graf Spee mit acht 533-mm-Torpedorohren ausgestattet.

## Schlacht

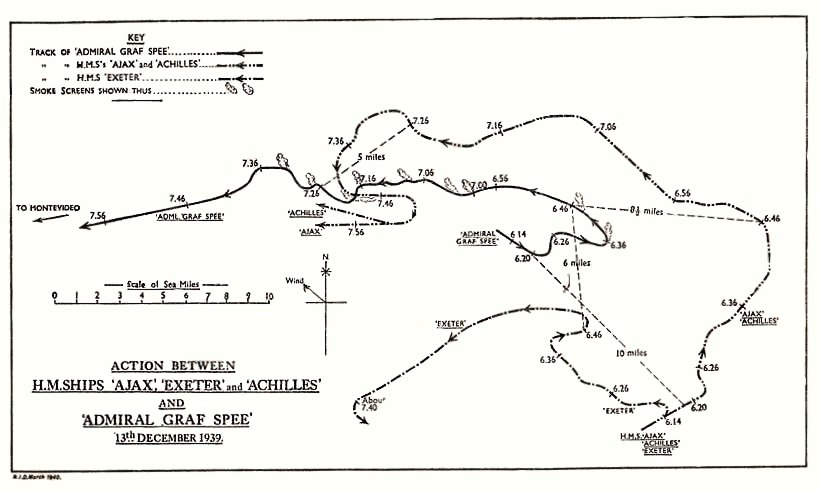
Karte mit den Schiffsbewegungen während des Gefechtes

Am 13. Dezember befand sich das britische Geschwader auf einem nördlichen Kurs mit Peilung 60° und einer Geschwindigkeit von 14 Knoten. Die Ajax führte das Geschwader an, die Achilles folgte ihr und die Exeter befand sich 1,5 Kilometer dahinter. Um 06:09 Uhr wurde Rauch gesichtet und die Exeter erhielt den Befehl, aufzuschließen und die Situation zu untersuchen. Wenige Minuten später erhielt Harwood die Bestätigung, dass es sich um ein Schiff der Deutschland-Klasse handelte. Die Deutschen hatten bereits um 05:52 Uhr in einer Entfernung von etwa 17 Seemeilen (31 km) Masten gesichtet. In der Erwartung, dass es sich um die Highland Monarch handelte, gab Langsdorff den Befehl, Kurs und Geschwindigkeit zu halten und gefechtsklar zu machen. Als sich die Admiral Graf Spee ihrem vermeintlich leichten Ziel näherte, trafen Ausgucksmeldungen ein, die das Schiff als die Exeter identifizierten. Gegen 06:00 Uhr gab Langsdorff den Befehl, die Geschwindigkeit zu erhöhen, und 15 Minuten später eröffnete die Admiral Graf Spee aus einer Entfernung von 18.200 Metern das Feuer auf die Exeter. Die ersten beiden Salven verfehlten die Exeter, aber bei der dritten Salve erhielt das Schiff einen Beinahe-Treffer, durch dessen Detonation mehrere Männer getötet wurden.
Wenige Minuten nachdem die Exeter das Feuer erwidert hatte, gelang es ihr, die Admiral Graf Spee zu treffen. Eine Granate traf ein Fla-Geschütz an Steuerbord und tötete mehrere Männer, bevor sie zwei Decks durchschlug und explodierte. In der Zwischenzeit hatten die Ajax und die Achilles zur Exeter aufgeschlossen und das Feuer auf die Admiral Graf Spee eröffnet. Kurz darauf wurde die Exeter von einer Granate getroffen, die das Deck durchschlug, aber nicht explodierte. Wenige Augenblicke später erzielte die Admiral Graf Spee einen Volltreffer auf den B-Turm der Exeter und setzte ihn und seine beiden Geschütze außer Gefecht. Granatsplitter durchschlugen die Brücke und töteten oder verwundeten das gesamte Brückenpersonal bis auf den Kapitän und zwei weitere Personen. Während die Admiral Graf Spee zwei weitere Treffer erzielte, gelang es der Exeter, den Kontrollturm des deutschen Schiffs zu treffen, wodurch viele Seeleute getötet und der Turm außer Gefecht gesetzt wurde. Um 06:30 Uhr beschloss Langsdorff, den Beschuss der Ajax und Achilles mit seinen Hauptgeschützen zu beenden.
Als Reaktion feuerten beide Schiffe ihre Torpedos auf die Deutschen, die ihr Ziel jedoch verfehlten. Obwohl die Gefahr durch die beiden Kreuzer immer noch vorhanden war, verlagerte Langsdorff sein Ziel erneut auf die Exeter, nachdem sie einen weiteren Treffer erzielt hatte. Die Exeter feuerte jetzt ebenfalls ihre Torpedos ab, drehte daraufhin nach Steuerbord in Richtung Harwood und auf Gegenkurs zu Langsdorff. Zur gleichen Zeit, als Hardwood nach Backbord abdrehte und in nordöstliche Richtung fuhr, hatte Langsdorff die gleiche Kursänderung vorgenommen, um den Torpedos auszuweichen. Als die Exeter sah, dass sich die Deutschen entfernten, wendete sie ebenfalls und folgte ihnen auf einem annähernd parallelen Kurs. Trotz seiner Beschädigung gelang es dem britischen Schweren Kreuzer, das deutsche Schiff noch zweimal zu treffen, wobei mehrere Seeleute getötet und die Elektrik der Feuerleitanlage beschädigt wurde.
Kurz darauf wurde die Exeter von zwei weiteren 28-cm-Granaten getroffen, von denen die eine den vorderen Geschützturm außer Gefecht setzte und die andere ein schweres Feuer mittschiffs verursachte. Das Feuer zerstörte alle Schaltkreise für die Feuerleitanlage und setzte alle Kreiselkompasse außer Betrieb, so dass der Exeter nur ein kleiner magnetischer Bootskompass blieb. Im Osten folgten die Ajax und die Achilles der Admiral Graf Spee. Obwohl die 102-mm-Granaten der beiden britischen Schiffe die Panzerung des deutschen Schiffes nicht durchdringen konnten, verursachten sie dennoch Schäden. Als Langsdorff sah, welche Zerstörung sie an den Aufbauten anrichteten und welche Verluste sie verursachten, befahl er, das Feuer mit seinen 28-cm-Kanonen auf die beiden Kreuzer aus einer Entfernung von etwa 15 Kilometern zu eröffnen. Bis um 07:00 Uhr hatte die Exeter den größten Teil ihrer Kampfkraft verloren. Ihr internes Kommunikationssystem war funktionsunfähig, das Funksystem zerstört und nur noch der hintere Geschützturm der Exeter war einsatzfähig. Darüber hinaus hatte sie über 650 Tonnen an Wasser aufgenommen, wodurch sie 10 Grad nach Steuerbord krängte. Um 07:30 Uhr versagte die Stromversorgung des hinteren Turms und die Exeter war gezwungen, die Verfolgung aufzugeben.

### Verfolgung

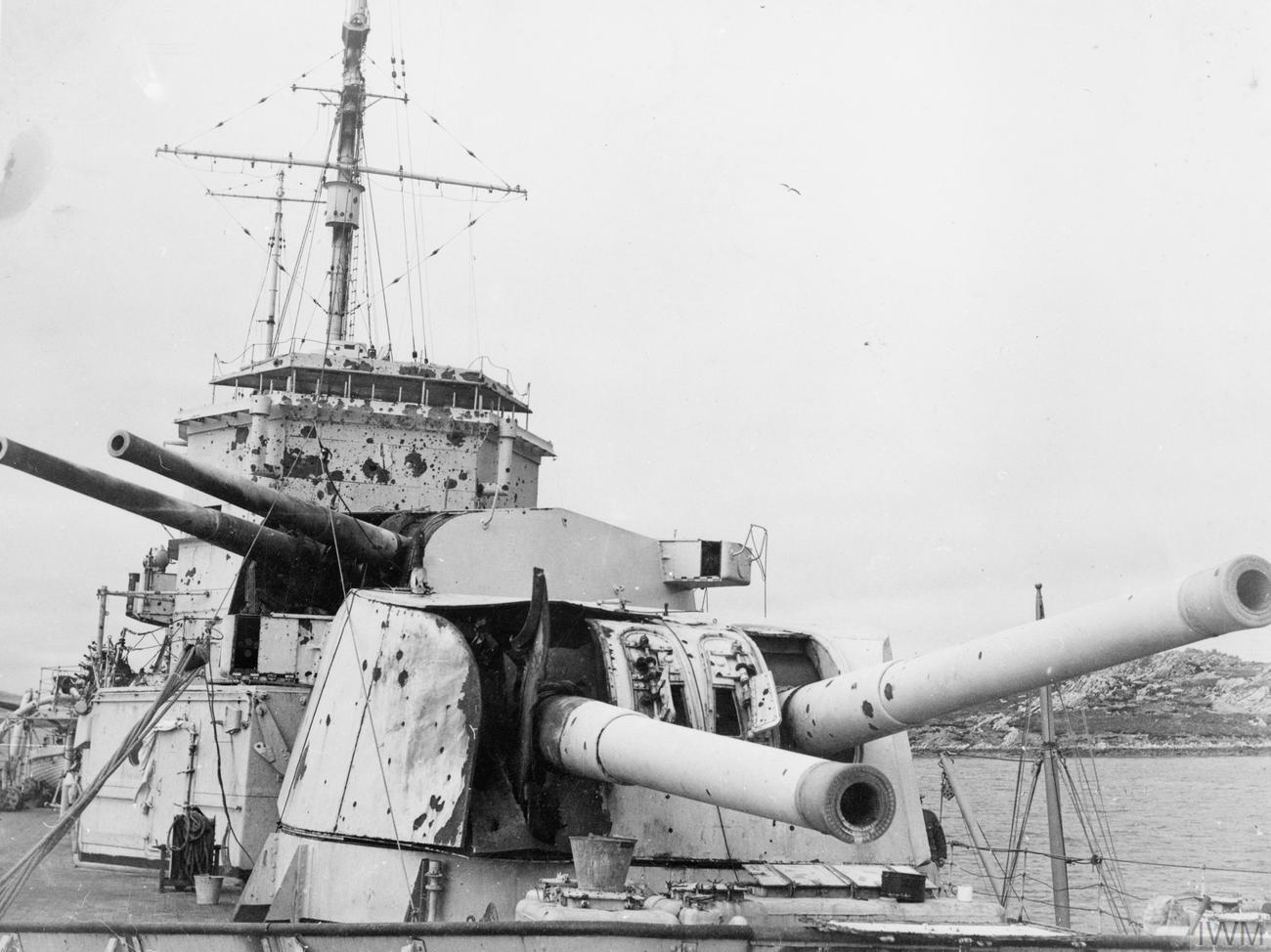
Beschädigte Exeter

Während die Exeter sich weiter zurückfallen ließ, konnten die Ajax an Backbord und die Achilles an Steuerbord weiter zur Admiral Graf Spee aufschließen. Um 07:10 Uhr beschloss Harwood, den Beschuss auf große Entfernung aufzugeben. Er änderte den Kurs nach Backbord, um die Entfernung bei voller Geschwindigkeit zu verringern. Um dies zu vereiteln, befahl Langsdorff, ebenfalls nach Backbord abzudrehen. Einige Minuten später drehte er wieder nach Steuerbord und feuerte eine Salve auf die Ajax ab. Die Geschosse verfehlten jedoch ihr Ziel, woraufhin die Ajax ihren Kurs wieder nach Steuerbord änderte und das Feuer erwiderte. Um 7:25 Uhr wurde die Ajax dann getroffen, wodurch ihre beiden hinteren Geschütztürme außer Gefecht gesetzt wurden. Fast gleichzeitig hatte die Ajax vier Torpedos aus einer Entfernung von acht Kilometern abgefeuert. Langsdorff konnte den Torpedos ausweichen und feuerte seine eigenen Torpedos ab, denen die Ajax ebenfalls auswich. Während die Admiral Graf Spee weiter in westlicher Richtung fuhr, erfuhr Harwood um 07:38 Uhr, dass sein Schiff nur noch 20 Prozent Munition hatte. In der Annahme, dass auch die Achilles den größten Teil ihrer Munition verschossen hatte, beschloss Harwood, den Kampf bis zum Einbruch der Dunkelheit einzustellen und der Admiral Graf Spee in sicherer Entfernung zu folgen.
Etwa zur gleichen Zeit begann Langsdorff die Schäden an seinem Schiff zu begutachten. Die Schmierölreinigungsanlage, die für die Rückkehr nach Deutschland unerlässlich war, war beschädigt, der Frischwassererzeuger ebenfalls. Im Bug war ein vier Quadratmeter großes Loch entstanden. Die Funkpeilanlage war ebenso zerstört wie eines der Flugzeuge. Alle sechs 28-cm-Kanonen waren noch einsatzfähig, aber die Munition ging zur Neige. Auch die Sekundärbewaffnung wurde in Mitleidenschaft gezogen und benötigte Nachschub an Granaten. Für Langsdorff gab es nun mehrere mögliche Alternativen. Er könnte Buenos Aires ansteuern, das als deutschfreundlich bekannt war. Um dorthin zu gelangen, müssten jedoch Untiefen durchquert werden, was die Gefahr mit sich brächte, dass die Wasserkühler verstopft würden. Das nächste Ziel war Mar del Plata. Es hatte einen großen Hafen, aber keine Werft. Eine noch weiter entfernte Möglichkeit war der Puerto Militar in Bahia Blanca. Eine Fahrt nach Norden oder Süden kam wegen des schlechten Zustands des Schiffes nicht in Frage. Da Langsdorff keine andere Möglichkeit sah, beschloss er, den nächstgelegenen neutralen Hafen anzusteuern, der in seinem Fall Montevideo war. Harwood hingegen befahl der Cumberland, die Falklandinseln zu verlassen und sich ihm vor dem Rio de la Plata anzuschließen, nachdem er sich über den Zustand der Exeter informiert hatte. Zwischen 10:05 Uhr und 21:45 Uhr feuerte die Admiral Graf Spee mehrere Salven auf ihre Verfolger ab, die jedoch allesamt das Ziel verfehlten. Um 22:20 Uhr befahl Harwood, die Verfolgung abzubrechen.

### Montevideo
Nachdem die Admiral Graf Spee Montevideo erreicht und den Anker geworfen hatte, stellte sich die Frage, wie lange das Schiff dort bleiben würde und könnte. Bei einem Treffen mit Vertretern der uruguayischen Regierung bat Langsdorff über den deutschen Botschafter Otto Langmann um einen Aufenthalt von 15 Tagen. Nach dem Haager Abkommen betrug die allgemeine Aufenthaltsdauer in neutralen Häfen 24 Stunden. Die Verlängerung des Aufenthalts eines kriegführenden Schiffs um mehr als 24 Stunden war nur zulässig, wenn das Schiff beschädigt war. In diesem Fall wurde die Erlaubnis erteilt, die unbedingt erforderlichen Reparaturen durchzuführen, um das Schiff seetüchtig zu machen, nicht aber, um seine Kampfkraft zu erhöhen. Andererseits argumentierte der britische Botschafter Eugen Millington-Drake, dass die Admiral Graf Spee 480 Kilometer weit gefahren, mit voller Geschwindigkeit in den Hafen eingelaufen und daher eindeutig seetüchtig sei. Sollte sie daher länger im Hafen verbleiben, verlange er die Festsetzung des Schiffes. Nach einer Inspektion durch uruguayische Sachverständige wurde Langsdorff der Aufenthalt für 72 Stunden gestattet.
In der Zwischenzeit hatten Gerüchte die Stadt erreicht, wonach weitere britische Schiffe vor Montevideo eingetroffen seien. Nach der vermeintlichen Bestätigung sandte Langsdorff einen Bericht über die Situation nach Berlin. Darin berichtete er, dass sich die Renown und die Ark Royal sowie Kreuzer und Zerstörer vor Montevideo befänden und er somit keine Aussicht darauf hätte, die Blockade zu durchbrechen. Er beabsichtige, bis an die Grenze der neutralen Gewässer vorzudringen und zu versuchen, sich bis nach Buenos Aires durchzukämpfen. Für den Fall, dass ihm dies nicht gelingen sollte, bat er um Anweisung, wie mit dem Schiff zu verfahren sei. Er erhielt schließlich die Erlaubnis, nach Buenos Aires auszubrechen. Für den Fall, dass dies nicht möglich sei, wurde ihm ausdrücklich befohlen, das Schiff zu versenken. Am 16. Dezember wurde Langsdorff darüber informiert, dass ein britisches Frachtschiff Montevideo verlassen habe und er gemäß dem Haagener Abkommen den Hafen für 24 Stunden nicht verlassen dürfe. Damit hatte Langsdorff sämtliches Überraschungsmoment verloren. Als Konsequenz, nachdem er sich mit seinen Offizieren beraten hatte, entschied sich Langsdorff, die Admiral Graf Spee zu versenken.

### Selbstversenkung

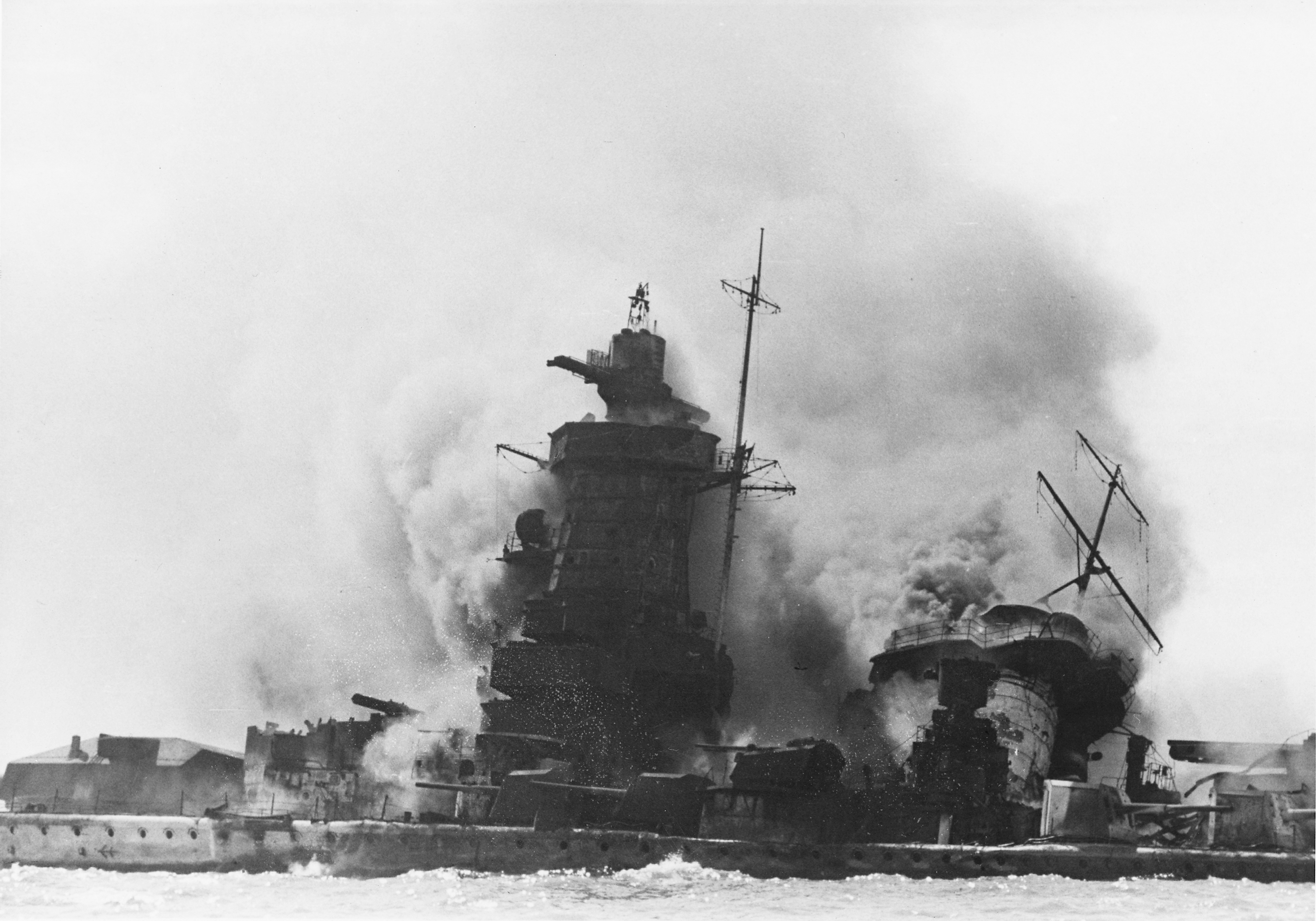
Selbstversenkung der Admiral Graf Spee

Am frühen Morgen des 17. Dezember befahl Langsdorff, alle geheimen Dokumente und Ausrüstungsgegenstände zu vernichten. In mehreren größeren Abteilungen des Schiffes wurden Sprengladungen angebracht. Schließlich wurden 700 Mann der Besatzung auf ein im Hafen liegendes deutsches Tankschiff verlegt, und kurz nach 18:00 Uhr gab Langsdorff den Befehl zum Auslaufen. 6,5 Kilometer vor der Küste änderte er den Kurs nach Westen, stoppte und ging erneut vor Anker. Dort wurden die Zeitzünder gesetzt und Langsdorff und der Rest seiner Männer verließen ihr Schiff mit ihren Booten. Um 20:00 Uhr kam es zu einer gewaltigen Explosion und die Admiral Graf Spee setzte auf einer Position von 34° 58′ S, 56° 18′ W auf Grund.

## Nachwirkungen
Die Nachricht vom Sieg wurde in Großbritannien mit Begeisterung aufgenommen. Die Besatzungen wurden nach London gebracht und von König Georg VI. in Empfang genommen. Es wurde eine öffentliche Ordensverleihung abgehalten und Winston Churchill bemerkte: „Die Schlacht am Río de la Plata hat in einem dunklen, kalten Winter unsere Herzen erwärmt.“ Auf deutscher Seite war der Verlust der Admiral Graf Spee ein schwerer Rückschlag für die Kriegsmarine. Die Niederlage machte das begrenzte Potential dieser Schiffe gegenüber einem unerreichbar überlegenen Gegner deutlich. In Berlin war Hitler unzufrieden und verärgert über Langsdorffs Entscheidung. Er war der Meinung, dass ein Kapitän, der sich in die Schlacht mit dem Feind begibt, bis zum Ende kämpfen und dem Feind so viel Schaden wie möglich zufügen sollte, selbst wenn er dabei sein eigenes Schiff verliert. Die Verluste waren relativ moderat. Auf deutscher Seite gab es 36 Tote und 58 Verwundete, darunter Kapitän Langsdorff, der sich am 20. Dezember in Buenos Aires das Leben nahm. Die Briten hatten 68 Tote und 32 Verwundete zu beklagen.

## Verfilmung
- Panzerschiff Graf Spee (The Battle of the River Plate), 1956, 112 Minuten